# Livarot
Livarot (Ausspracheⓘ) ist eine ehemalige französische Gemeinde mit 2.140 Einwohnern (Stand: 1. Januar 2013), den Livarotais, im Département Calvados in der Region Normandie.
Am 1. Januar 2016 wurde Livarot im Zuge einer Gebietsreform zusammen mit 21 benachbarten Gemeinden als Ortsteil in die neue Gemeinde Livarot-Pays-d’Auge eingegliedert. Livarot stellt dabei als „übergeordneter Ortsteil“ den Verwaltungssitz von Livarot-Pays-d’Auge dar.

## Geografie
Livarot liegt im Pays d’Auge. Rund 17,5 Kilometer nordnordöstlich des Ortes befindet sich Lisieux. Das westsüdwestlich gelegene Falaise ist gut 31 Kilometer, das sich nordwestlich befindliche Caen etwa 46 Kilometer entfernt. Die Westgrenze Livarots bildet die Vie.

## Geschichte
Im Zweiten Weltkrieg wurde Livarot am 21. August 1944 durch britisch-kanadische Truppen von der deutschen Besatzung befreit.

## Bevölkerungsentwicklung
| Jahr                             | 1793  | 1836  | 1876  | 1926  | 1946  | 1975  | 1990  | 2013  |
| Einwohner                        | 1.033 | 1.215 | 1.761 | 2.147 | 2.434 | 2.535 | 2.469 | 2.140 |
| Quelle: Cassini, EHESS und INSEE |       |       |       |       |       |       |       |       |

## Sehenswürdigkeiten

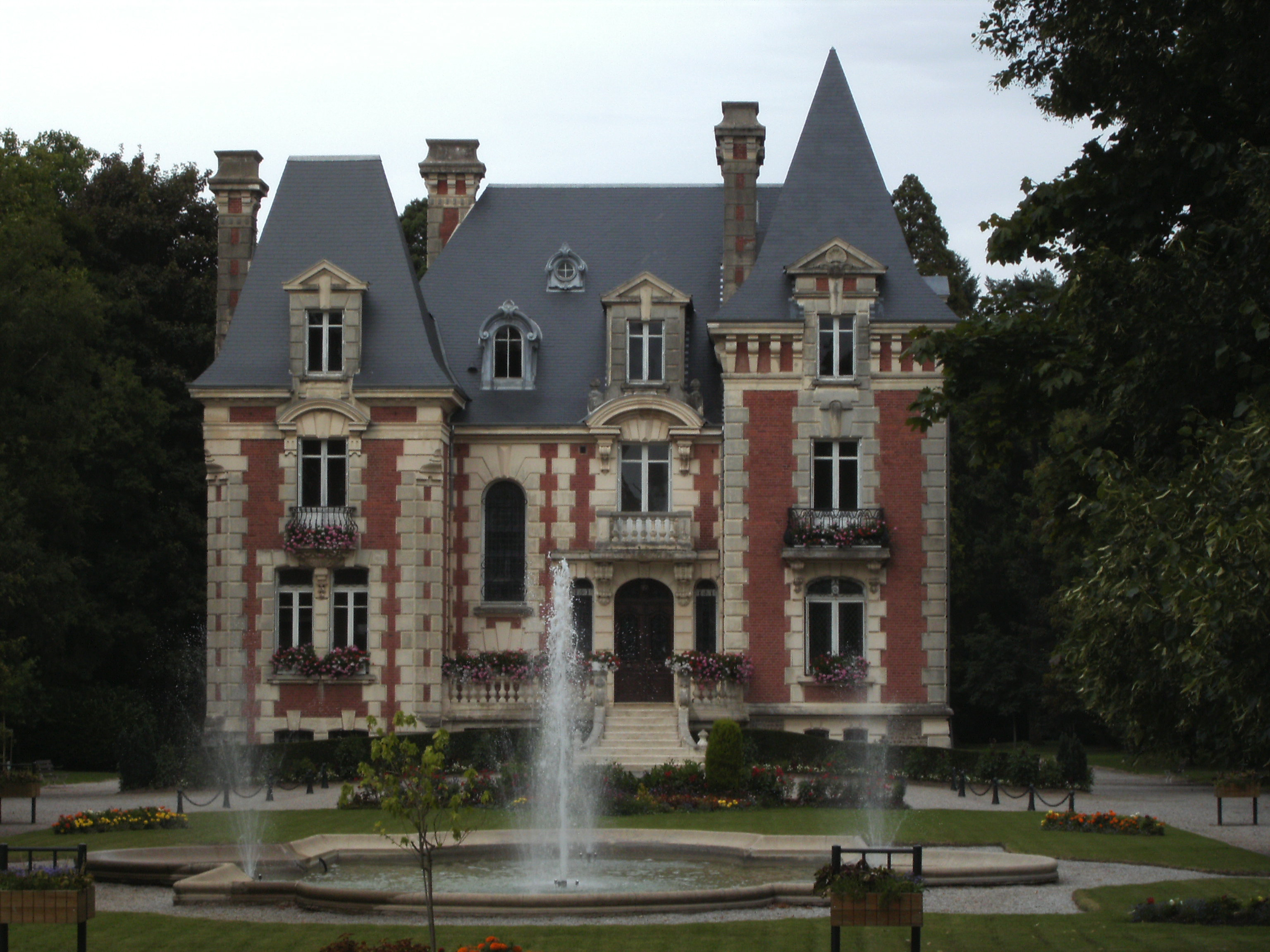
Das Herrenhaus

- Kirche Saint-Ouen aus dem 15. Jahrhundert; die Orgelempore im Inneren ist seit 1990 als Monument historique klassifiziert[4]
- Fabrikgebäude aus dem 19. Jahrhundert, seit 1988 Monument historique[5]
- Herrenhaus
- Menhir